# Heinrich Wilhelm Schweckendieck
Heinrich Wilhelm Schweckendieck (geboren 31. Juli 1811 in Hildesheim; gestorben 1. Oktober 1891 in Emden) war ein deutscher Gymnasiallehrer und Gymnasialdirektor und Mitarbeiter am Grimmschen Wörterbuch.

## Leben
Der gebürtige Hildesheimer besuchte das Gymnasium Andreanum und studierte Philologie, insbesondere die Fächer Alte Sprachen und Geschichte zunächst an der Universität Leipzig, dann an der Georg-August-Universität Göttingen als Schüler anderem des Historikers Friedrich Christoph Dahlmann sowie des Sprach- und Literaturwissenschaftlers Jacob Grimm. Zu Schweckendiecks Mitschülern und Kommilitonen zählte der spätere Altertümer-Stifter Clemens Pelizäus, als Freund zudem der Ägyptologe Richard Lepsius. Nach seiner mündlichen Doktorprüfung am 4. August 1832 bestand Schweckendieck am 5. Januar 1833 die wissenschaftliche Staatsprüfung.

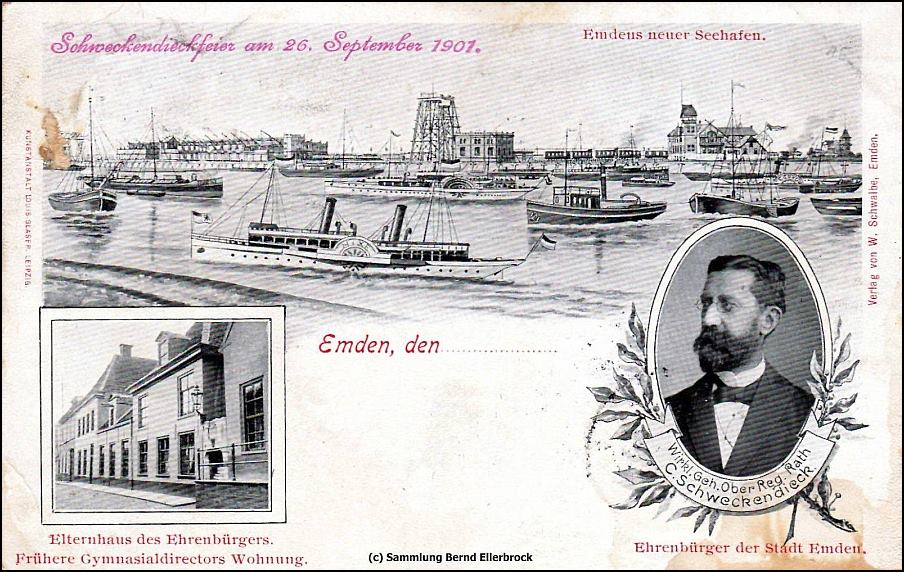
Mehrbildpostkarte zur „Schweckendieckfeier am 26. September 1901“; unten links des „[…] Gymnasialdirectors Wohnung“;
Druck: Louis Glaser, Verlag: W. Schwalbe

Nach kurzer Lehrtätigkeit am Hildesheimer Andreanum wechselte er im Herbst 1833 an die
Emdener Lateinschule, die ab Ostern 1836 als Städtisches Gymnasium fungierte. 1839 wurde Schweckendieck Konrektor, 1849 Rektor des Gymnasiums.
Neben seiner Lehrtätigkeit nahm Schweckendieck ähnlich wie die Emdener Gymnasiallehrer Michael August Friedrich Prestel und Eduard Krüger vielfältig am geistigen Leben von Stadt und Region teil und lieferten „wichtige Impulse für die Kultur in Ostfriesland [… die sie …] zu einem wesentlichen Teil“ prägten.
Zudem beschäftigte sich Schweckendieck wissenschaftlich. Auf Einladung seines vormaligen Hochschullehrers Jacob Grimm wirkte er von 1838 bis 1840 am Deutschen Wörterbuch mit. Ab 1939 publizierte er vor allem zur Geschichte Emdens und Ostfrieslands, sowohl in den Schulprogrammen seines Gymnasiums als auch im Jahrbüchlein zur Unterhaltung und zum Nutzen zunächst für Ostfriesland und Harrlingerland sowie in der Zeitschrift Frisia, für die er 1842 und 1843 als Redakteur tätig war.
1849 trat er der Gesellschaft für bildende Kunst und vaterländische Altertümer zu Emden bei, die er ab 1870 bis zu seinem Tode als Vorsitzender leitete.
Nachdem Schweckendieck schon 1851 und 1858 auf der Insel Norderney dem blinden Georg V., König von Hannover „in Audienz vorgestellt“ worden war, wurde ihm später – nach der Umwandlung des Städtischen Gymnasiums Emden in das dann preußische Königliche Gymnasium – durch König Wilhelm I. von Preußen am 8. September 1874 der Königliche Hausorden von Hohenzollern verliehen. Zudem wurde Schweckendieck anlässlich seines fünfzigjährigen Dienstjubiläums am 15. März 1883 mit dem Königlich Preußischen Kronenorden 3. Klasse ausgezeichnet.
Erst im Alter von fast 72 Jahren ging Wilhelm Schweckendieck am 1. April 1883 in Pension. Die Erhebung seines Sohnes Carl zum Ehrenbürger Emdens konnte er nicht mehr miterleben.

## Familie
Heinrich Wilhelm Schweckendieck war Vater des Oberregierungsrats und preußischen Landtagsabgeordneten Carl Schweckendieck und des Montanindustrie-Managers und Politikers Ernst Schweckendieck.

## Schriften (Auswahl)
- Johann a Lasco. Ein Beitrag zur Geschichte der Reformation, Emden: Woortmann, 1847
- Schulnachrichten. Von Michaelis 1850 bis Ostern 1851, in: Bericht über das Gymnasium zu Emden, womit zu den am … stattfindenden öffentlichen Prüfungen und Schulfeierlichkeiten ergebenst einladet .., Gymnasium [Emden], Emden: Woortman, 1851
- Dr. Albert Hardenberg. Ein Beitrag zur Geschichte der Reformation, Sonderdruck aus den Jahresberichten des Gymnasiums zu Emden. Autopsie nach Exemplar der ehemaligen Universitätsbibliothek Helmstedt, Emden: Woortman, 1859
- Die ältesten Schulordnungen der vormaligen lateinischen Schule zu Emden (= Jahresbericht des Königlichen Gymnasiums und der Höheren Bürgerschule zu Emden, 1861), Emden: Woortmann, 1861
- Jahresbericht über das Gymnasium zu Emden und die damit verbundene höhere Bürgerschule, womit zu den am 11. und 12. April 1870 stattfindenden öffentlichen Prüfungen und Schulfeierlichkeiten ergebenst einladet (= Jahresbericht des Königlichen Gymnasiums und der Höheren Bürgerschule zu Emden, Jahrgang 1869/70), Emden: Gedruckt bei H. Woortman sen. Wwe., Stadtbuchdruckerei, 1870

handschriftliche Briefe aus Emden im Nachlass Grimm in der Staatsbibliothek zu Berlin – Preußischer Kulturbesitz:
- Brief an Wilhelm Grimm vom 1. Dezember 1838; Digitalisat
- Brief an Jacob Grimm vom 9. November 1842; Digitalisat